# Лузан, Фёдор Афанасьевич

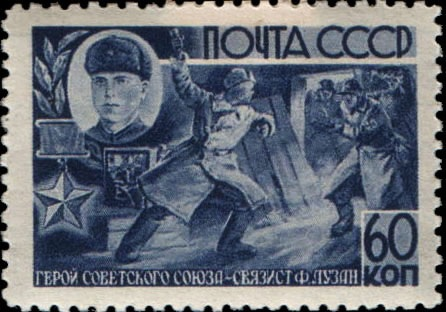
На почтовой марке (СССР, 1944 год).

Фёдор Афана́сьевич Лузан (1921—1941) — Герой Советского Союза, участник Великой Отечественной войны, военный радист.

## Биография
Родился 21 февраля 1921 года в станице Абинской Кубано-Черноморской области в крестьянской семье. После окончания средней школы учился во 2-м Кубанском медицинском институте.
В 1939 году в возрасте 18 лет был призван в Красную Армию. Участвовал в Советско-финской «зимней» войне 1939—1940 годов.
Участник Великой Отечественной войны с августа 1941 года. Воевал в качестве радиста взвода связи 2-го батальона 758-го стрелкового полка 88-й стрелковой дивизии Карельского фронта.
24 ноября 1941 года в бою за участок железной дороги в Лоухском районе Карелии батальон попал в окружение. Во время прорыва кольца окружения радист ефрейтор Лузан координировал боевые действия батальона с командованием полка, а в критический момент вызвал огонь советской артиллерии на себя. При прорыве немцев в блиндаж, где работала рация, Фёдор Лузан взорвал гранатой себя вместе с группой вражеских солдат.
Похоронен в посёлке Кестеньга (Карелия) на кургане Славы, где установлена мемориальная плита.
Указом Президиума Верховного Совета СССР «О присвоении звания Героя Советского Союза начальствующему и рядовому составу Красной Армии» от 22 февраля 1943 года за «образцовое выполнение боевых заданий командования на фронте борьбы с немецкими захватчиками и проявленными при этом отвагу и геройство» удостоен посмертно звания Героя Советского Союза.
Награждён орденом Ленина.

## Память

Бюст в Краснодаре на территории КубГМУ

Бюст в Краснодаре на территории гимназии №33

- В КубГМУ установлен памятник Герою Советского Союза Фёдору Лузану. Он навечно зачислен студентом этого института.
- В Краснодарской гимназии № 33 установлен бюст Ф.А. Лузану
- Именем Лузана названы улицы в Крымске, Краснодаре, Абинске и посёлке Кестеньга Лоухского района Карелии.
- 21 мая 1957 года в Липецке образован проезд (ныне переулок) Лузана.
- МАОУ СОШ № 4 города Абинска носит имя Героя Советского Союза Ф. А. Лузана.
- В 1944 году в СССР выпущена почтовая марка, посвящённая Герою.
- На здании Абинской МБОУ СОШ № 1 установлена мемориальная доска с именем Фёдора Афанасьевича Лузана.
- Его именем названа гимназия № 33 в городе Краснодар.